# Rouillon
 Rouillon  es una población y comuna francesa, situada en la región de Países del Loira, departamento de Sarthe, en el distrito de Le Mans y cantón de Allonnes (Sarthe).

## Demografía
| 674 | 684 | 864 | 1450 | 1592 | 2101 |
| Para los censos de 1962 a 1999 la población legal corresponde a la población sin duplicidades (Fuente: INSEE [Consultar]) |     |     |      |      |      |